# Siderastrea savignyana
Siderastrea savignyana е вид корал от семейство Siderastreidae. Възникнал е преди около 2,59 млн. години по времето на периода неоген. Видът не е застрашен от изчезване.

## Разпространение и местообитание
Разпространен е в Австралия, Бахрейн, Британска индоокеанска територия, Вануату, Джибути, Египет, Еритрея, Йемен, Израел, Индия, Индонезия, Йордания, Ирак, Иран, Катар, Кения, Кирибати, Коморски острови, Кувейт, Мавриций, Мадагаскар, Майот, Малайзия, Маршалови острови, Мианмар, Микронезия, Мозамбик, Науру, Обединени арабски емирства, Оман, Пакистан, Палау, Папуа Нова Гвинея, Реюнион, Саудитска Арабия, Сейшели, Сингапур, Соломонови острови, Сомалия, Судан, Тайланд, Танзания, Тувалу, Уолис и Футуна, Фиджи, Филипини и Шри Ланка.
Обитава пясъчните дъна на океани, морета, лагуни и рифове. Среща се на дълбочина около 1,8 m.